# Поривай Людмила Іванівна
Людмила Іванівна Поривай (нар. 12 лютого 1946, Київ) — українська диригентка, телеведуча, викладачка. Колишня доцентка кафедри фольклористики, народного пісенного та інструментального виконавства Київського інституту культури (нині Київський національний університет культури і мистецтв), хормейстерка народної капели «Світоч», Заслужена артистка України.
Усе життя працювала на трьох роботах: керувала жіночим фольклорним ансамблем в універмазі «Україна», у Будинку вчителя — хором ветеранів педагогічної праці, потім — хоровою капелою «Світоч». Була доценткою в Інституті культури.

## Сім'я
- 1-й чоловік: Володимир Архипович Поривай (10.02.1940 — 1.09.1993) — хормейстер у Будинку вчителя.[5]
  - Старша дочка: українська та американська співачка Руся (Осауленко Ірина Володимирівна) (1968).
    - онуки: Володимир (1988—1999, ДЦП), Матвей (2003), Софія (2005)

  - Молодша дочка: радянська і російська естрадна співачка українського походження Наташа Корольова
    - онук: Архип Сергійович Глушко (2002), син артиста Сергія Глушка (Тарзан)
- 2-й чоловік: Ігор Ельперін — бізнесмен, що у 1970-х роках емігрував до Маямі, США, де заснував російський ресторан.
- Батьки: мати Софія Миколаївна Бистрик (1922—2017), працівниця швейної фабрики; батько Іван Іванович Бистрик (1916-1993), водій.